# 517e régiment d'infanterie parachutée
Pour les articles homonymes, voir 517e régiment.

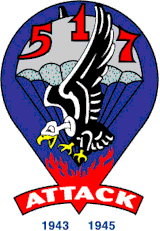
Insigne d'épaule du 517e régiment d'infanterie parachuté des États-Unis.

Le 517e régiment d'infanterie parachutée (la traduction est Régiment d'Infanterie Parachutiste ou Régiment d'Infanterie de Parachutistes) était un régiment d'infanterie de l'armée de terre des États-Unis intégré à la 17e division aéroportée, puis à la 82e division aéroportée et à la 13e division aéroportée.
L'unité est formée en 1943 au Camp Toccoa en Géorgie. Il prit part à de violents combats en Italie en juin 1944, avant d'être transféré pour prendre part à l'opération Dragoon en août 1944, dans le sud de la France. Après la libération de la France, il est attaché à la 82e division aéroportée et combat en Belgique, au cours de la bataille des Ardennes. Après la fin de la Seconde Guerre mondiale, il prend ses quartiers au Fort Bragg en Caroline du Nord et sera dissous le 25 février 1946.

## Dans la culture populaire
- Dans le film de guerre américain Saints and Soldiers, l'honneur des Paras de Ryan Little (2012), les héros appartiennent au 517e PIR et sont parachutés derrière les lignes ennemies le 15 août 1944 durant le débarquement de Provence.